# Insignija
Insignije (-nij, ž mn., latinsko insignia) so skupek znamenj oz. simbolov stanu, časti ali oblasti.
Kraljeve insignije so po navadi žezlo, krona in vladarsko jabolko.
Škofovske insignije so škofovski prstan ter križ na verižici okoli vratu (pektoral), škofovska palica in mitra. Nadškofje pa nosijo okoli vratu tudi palij (palium).
V sodobnih oboroženih silah so insignije oznake čina, položaja v vojaški hierarhiji ter tudi enote.